# Константин Палеолог (син на Михаил VIII Палеолог)
Константин Дука Палеолог (на средногръцки: Κωνσταντῖνος Δούκας Παλαιολόγος) е византийски принц от династията Палеолози, който служи като генерал във войните срещу сърбите и турците.

## Биография
Той е третият син на император Михаил VIII Палеолог (упр. 1259 – 1282) и Теодора Дукина Ватацина. Роден е в порфирната зала на Големия дворец в Константинопол, между август и декември 1261, само седмици след превземането на града от ромеите, и получава прозвището Багренородни, което се случвало за първи път след раждането на Алексий II Комнин. По-късно от баща си бил поставен по-високо от деспот в дворцовата йерархия, без да е ясно дали заедно с това е бил удостоен с конкретна титла. Бил любимият син на баща си и пак от него наследява 60 000 перпери, като се хвалел, че възнамерява да наптрупа състояние от почти двойно повече, преди да умре. Михаил VIII дори планирал да отдели като независимо владение за Константин една обширна област около Солун, над която Константин да упражнява абсолютна власт (βασιλικήν αύτοκρατορίαν). През 1280 г. Константин е изпратен да се сражава срещу сърбите в Македония, а през 1290 г. участва в кампанията на брат си Андроник II Палеолог срещу турците в Мала Азия, като командва корпус, съсредоточен в Нимфеон, с помощта на който успява да прочисти долината на река Меандър от турците. Константин възобновява и Студийския манастир в Константинопол.
Около 1287 година се жени за Ирина Раулина Палеологина и от този момент вероятно заживял извън дворцовия комплекс на Влахерна, тъй като Пахимер разказва, че двамата съпрузи притежавали собствен дом в Константинопол, който бил сред най-луксозните имения в града.
Привилегировонато си положение и богатствата Константин демонстрирал с изключително грубо и арогантно отношение към служителите в двора. Това дразнело император Андроник II, който смятал поведението на брат си за неуместно демонстриране на власт.
През 1293 г., докато се намирал в Нимфеон, Константин е оклеветен, че готви заговор срещу брат си. Арестуван по заповед на императора, Константин е съден и на 28 юни 1293 императорът го отвел, затворен в клетка, обратно в Константинопол, където го поставил под стража в двореца до края на живота му. Нещо повече, по заповед на императора цялото имущество на Константин било конфидкувано в полза на хазната, а Пахимер разказва, че пренасянето на богатствата на Багренородния било голямо зрелище, тъй като наблюдаващите гледали в продължение на цял час как съкровищата му преминавали покрай тях. Георги Акрополит съобщава, че императорът не смеел да оставя брат си в столицата, докато той самият отсъствал от града, страхувайки се, че Константин ще бъде освободен от майка им Теодора. Поради тази причина по време на пътуванията си извън столицата императорът водел със себе си и ибрат си, като през това време го държал затворен в клетка. Така било и през 1299 г., когато Андроник II заминал за Солун за сватбатбеното тържество на дъщеря си Симонида.
По-късно Константин се замонашва и приема монашеското име Атанасий. Умира в Константинопол на 5 май 1306 година и е погребан в Липския манастир.
С Ирина Раулина Константин Палеолог има един син – паниперсеваст Йоан Палеолог (1288/89 – 1326), който малко след 1305/06 г. се оженил за Ирина, дъщеря на Теодор Метохит. Остава неизвестна обаче причината, поради която на смъртното си ложе Константин Палеолог се разграничил от сина си.